# Jean-Paul Savignac
Jean-Paul Savignac (Versalles, França, 8 de maig de 1936) és un director de cinema francès.
Després dels seus estudis a l'Escola nacional superior d'arts decoratives, Jean-Paul Savignac va fer d'ajudant decorador, després l'ajudant de Jean-Luc Godard i d'Agnès Varda: dirigeix llavors un primer llargmetratge de ficció, Nick Carter i el trèvol vermell , interpretat per Eddie Constantine i Nicole Courcel. Abandona el cinema per a la pintura el 1975.

## Filmografia[1]
- 1965: Nick Carter i el trèvol vermell
- 1967: Jean-Luc Godard (documental)
- 1973: Député 73 (documental)
- 1975: Les Liaisons perverses